# Protandrena tidestromiae
Protandrena tidestromiae är en biart som beskrevs av Timberlake 1976. Protandrena tidestromiae ingår i släktet Protandrena och familjen grävbin. Inga underarter finns listade i Catalogue of Life.